# My, belarusy

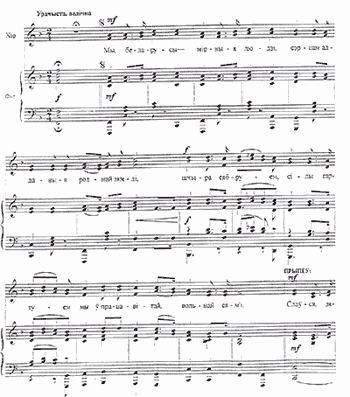
Partitura del himno.

My, Biełarusy (en bielorruso: Мы, беларусы; en ruso: Мы, белорусы; 'Nosotros, bielorrusos') es el título no oficial del himno nacional de Bielorrusia y la primera línea de su letra. Oficialmente, My, Belarusy se titula "el Himno Nacional de la República de Bielorrusia" (en bielorruso: Дзяржаўны гімн Рэспублікі Беларусь, en ruso: Государственный гимн Республики Беларусь). El himno fue escrito y adoptado originalmente en 1955 para usarse en la República Socialista Soviética de Bielorrusia. La música del himno de la República Socialista Soviética de Bielorrusia fue compuesta por Nyestar Sakalowski y la letra fue escrita por Maxim Klimkovich. Después de la caída de la Unión Soviética, la música compuesta por Sakalowski se mantuvo y la letra fue descartada. La nueva letra, que estaba escrita por Klimkovich y Uladzimir Karyzny, fue adoptada por un decreto presidencial emitido el 2 de julio de 2002.

## Himno de la RSS de Bielorrusia
My, Belarusy fue usado originalmente como el himno de la República Socialista Soviética de Bielorrusia (en bielorruso: гімн Беларускай Савецкай Сацыялiстычнай Рэспублiкi, en ruso: гимн Белорусской Советской Социалистической Республики) desde el 24 de febrero de 1955. El himno fue compuesto por Sakalowski y la letra fue escrita por Maxim Klimkovich. Bielorrusia no fue la única República Socialista Soviética que adoptó su propio himno; cada república adoptó su propio himno único excepto la República Socialista Federativa Soviética de Rusia, que usó el Himno de la Unión Soviética hasta 1990 cuando adoptó La canción patriótica.

## Himno de la República de Bielorrusia
La única mención legal del himno nacional antes de 2002 está en la Constitución de la República de Bielorrusia. La sección primera, artículo 19 de la constitución declara que "Los símbolos de la República de Bielorrusia como un estado soberano deben ser su bandera nacional, su emblema nacional y su himno nacional." Aunque la constitución sólo mencionó el uso de la bandera, himno y armas como símbolos nacionales, cada símbolo tuvo que ser definido por ley. Una ley presentando un himno no fue promulgada hasta que el Decreto 350 emitido por el presidente tomó efecto, el 2 de julio de 2002, un día antes del día de la independencia de Bielorrusia. El principal objetivo del decreto fue establecer una letra para el himno y presentar una notación musical junto con las nuevas letras. Además, el decreto designó cuándo, dónde y cómo el himno debía representarse.
Antes de emitir el decreto, el Presidente Alexander Lukashenko oyó a cinco posibles candidatos para el himno nacional. Tres de los cinco candidatos, incluyendo el que se escogió finalmente, usaban la música compuesta por Sakalouski y comenzaban sus letras con el verso My, Belarusy. Según el periódico Soviet Byelorussia, el presidente Lukashenko decidió el himno el 12 de junio de 2002 y eligió que se hiciera su primera interpretación el 3 de julio, el día de la independendia de Bielorrusia, el aniversario de la fecha en 1944 cuando la Wehrmacht fue alejada de Minsk por el Ejército Rojo. Sin embargo, la primera interpretación de hecho ocurrió el 2 de julio en un concierto organizado por el gobierno como parte de los festejos de la independencia bielorrusa.
Bielorrusia no tenía un himno antes de la adopción del himno de la era Soviética. Cuando Lukashenko emitió su decreto seleccionando un nuevo himno nacional, sólo se hicieron ligeros cambios al himno de la era Soviética. Mientras que las referencias a Rusia, el Partido Comunista y a Lenin fueron reemplazadas; el tema general de la "Amistad de los Pueblos" y la música original compuesta por Sakalouski se mantuvieron.

### Reacción
La organización Freedom House hizo comentarios sobre la adopción del himno en un informe llamado Nations in Transit 2003: Country Report of Belarus. El informe, que fue presentado en 2003 declaraba que: "Desde la llegada al poder, el Presidente Lukashenko ha reintroducido los símbolos de estado usados por la antigua República Socialista Soviética de Bielorrusia. En 2002, el presidente aprobó una versión modernizada del himno de la era Soviética "My, Belarusy" ("Nosotros, bielorrusos"), como el nuevo himno nacional del país." El informe también mencionaba la prohibición del Presidente Lukashenko de los símbolos que se usaron antes de la independencia de Bielorrusia en 1991, como las armas Pahonia y la bandera blanca, roja y blanca, que Lukashenko afirma que están asociados con el fascismo. En 2003, Dr. Taras Kuzio escribió en Radio Free Europe que el presidente Lukashenko "es el patriota Soviético Bielorruso por excelencia que preside sobre un régimen estancado en la nostalgia Sovética." Kuzio dijo que los motivos de Rusia y Bielorrusia en readoptar los símbolos de la era Soviética forman parte de restaurar la nostalgia.

### Regulaciones
El himno debe ser interpretado de acuerdo con la letra y la partitura establecida por ley. Cada día, la televisión y las emisoras de radio estatales bielorrusas deben reproducir el himno nacional al iniciar las retransmisiones a las 6 a. m. y también al cerrarlas (normalmente alrededor de la medianoche). El himno puede también interpretarse en ciertas ocasiones, como en encuentros gubernamentales, antes de acontecimientos deportivos e investiduras presidenciales. Mientras que se interpreta el himno, los ciudadanos deben cuadrarse y los militares o uniformados de policía deben saludar.

## Otras canciones
Жыве Беларусь! (Larga Vida Bielorrusia!) fue una canción compuesta en 1994 que tiene letra similar al himno actual. Mientras que la letra de Larga Vida Bielorrusia se usan en con la melodía del himno actual, la canción nunca fue usada oficialmente por el Gobierno Bielorruso.
Otro favorito en el concurso fue el poema Маладая Беларусь (Joven Bielorrusia) de Janka Kupala. No obstante, al poema nunca se le acompañó con una composición musical por lo que Joven Bielorrusia no pudo ser seleccionada como himno.
Bielorrusia y Rusia han estado trabajando hacia una relación más cercana entre ellos, resultando en la propuesta Unión de Rusia y Bielorrusia. Mientras que Bielorrusia y Rusia puedan mantener sus propios símbolos, una canción titulada "Unión Soberana de Naciones" (en bielorruso: Дзяржаўны саюз народаў, en ruso: Державный союз народов, Derzhavny soyuz narodov) ha sido propuesta como el himno no oficial de la Unión. La canción, que fue modificada del Himno de la Unión Soviética, se refiere a una unión más amplia entre las dos naciones.
Algunos emigrantes bielorrusos usan "Vajacki marš" y "Mahutny Boža" como sus himnos nacionales. "Vajacki Marš" fue el himno oficial de la República Nacional Bielorrusa (un efímero estado, existió en 1918). Hoy en día en Bielorrusia estas canciones no se usan en eventos oficiales, sin embargo son populares entre los movimientos de oposición.

## Letra oficial

### Bielorruso
| Kirylica | Łacinka | Transcripción AFI |
| Мы, беларусы – мірныя людзі, Сэрцам адданыя роднай зямлі, Шчыра сябруем, сілы гартуем Мы ў працавітай, вольнай сям’і. Прыпеў: Слаўся, зямлі нашай светлае імя, Слаўся, народаў братэрскі саюз! 𝄆 Наша любімая маці-Радзіма, Вечна жыві і квітней, Беларусь! 𝄇 Разам з братамі мужна вякамі Мы баранілі родны парог, У бітвах за волю, бітвах за долю Свой здабывалі сцяг перамог! Прыпеў Дружба народаў – сіла народаў – Наш запаветны, сонечны шлях. Горда ж узвіся ў ясныя высі, Сцяг пераможны – радасці сцяг! Прыпеў | My, biełarusy – mirnyja ludzi, Sercam addanyja rodnaj ziamli, Ščyra siabrujem, siły hartujem My w pracavitaj, volnaj siamji. Prypiew: Sławsia, ziamli našaj śvetłaje imia, Sławsia, narodaw braterski sajuz! 𝄆 Naša lubimaja maci-Radzima, Viečna žyvi i kvitniej, Biełaruś! 𝄇 Razam z bratami mužna viakami My baranili rodny paroh, U bitvach za volu, bitvach za dolu Svoj zdabyvali ściah peramoh! Prypiew Družba narodaw – siła narodaw – Naš zapavietny, sonečny šlach. Horda ž uźvisiaw jasnyja vysi, Ściah pieramožny – radaści ściah! Prypiew | [mɨ ǀ bʲe̞ɫ̪ärus̪ɨ ǀ mʲirn̪ɨjä l̪ʲud̻͡z̪ʲi ǀ] [s̪e̞rt̻͡s̪äm äd̪ːän̪ɨjä ro̞d̪n̪äj z̪ʲäml̪ʲi \|] [ʂʈ͡ʂɨrä s̪ʲäbruje̞m ǀ s̪ʲiɫ̪ɨ ɣärt̪uje̞m] [mɨw prät̻͡s̪ävʲit̪äj ǀ vo̞l̪ʲn̪äj s̪ʲämji ‖] [prɨpʲe̞w] [s̪ɫ̪äws̪ʲä ǀ z̪ʲäml̪ʲi n̪äʂäj s̪ʲvʲe̞t̪ɫ̪äje̞ imʲä ǀ] [s̪ɫ̪äws̪ʲä ǀ n̪äro̞d̪äw brät̪e̞rs̪kʲi s̪äjus̪ ‖] 𝄆 [n̪äʂä l̪ʲubʲimäjä mät̻͡s̪ʲi räd̻͡z̪ʲimä ǀ] [vʲe̞ʈ͡ʂn̪ä ʐɨvʲi ji kvʲit̪n̪ʲe̞j ǀ bʲe̞ɫ̪ärus̪ʲ ‖] 𝄇 [räz̪äm z̪‿brät̪ämʲi muʐn̪ä vʲäkämʲi] [mɨ bärän̪ʲil̪ʲi ro̞d̪n̪ɨ päro̞x \|] [β̞‿bʲit̪vaɣ z̪ä vo̞l̪ʲu ǀ bʲit̪vaɣ z̪ä d̪o̞l̪ʲu] [s̪vo̞j z̪d̪äbɨväl̪ʲi s̪ʲt̻͡s̪ʲäx pe̞rämo̞x ‖] [prɨpʲe̞w] [d̪ruʐbä n̪äro̞d̪äw s̪ʲiɫ̪ä n̪äro̞d̪äw] [n̪äʐˑz̪äpävʲe̞t̪n̪ɨ ǀ s̪o̞n̪ʲe̞ʈ͡ʂn̪ɨ ʂl̪ʲäx ‖] [ɣo̞rd̪ä ʐ‿uz̪ʲvʲis̪ʲäw jäs̪n̪ɨjä vɨs̪ʲi ǀ] [s̪ʲt̻͡s̪ʲäx pʲe̞rämo̞ʐn̪ɨ räd̪äs̪ʲt̻͡s̪ʲi s̪ʲt̻͡s̪ʲäx ‖] [prɨpʲe̞w] |

### Traducción rusa
| Kirillica | Łatinica |
| --- | --- |
| Мы, белорусы – мирные люди, Сердцем преданные родной земле. Искренне дружим, силы закаляем, Мы в трудолюбивой, свободной семье. Припев: Славься, земли нашей светлое имя, Славься, народов братский союз! 𝄆 Наша любимая мать-Отчизна, Вечно живи и цвети, Беларусь! 𝄇 Вместе с братьями храбро веками Мы защищали родной порог, В битвах за волю, битвах за долю Свое добывали знамя побед! Припев Дружба народов – сила народов – Наш заветный, солнечный путь. Гордо ж возвейся в ясные выси, Знамя победное – радости флаг! Припев | My, bełorusy – mirnyje ludi, Sierdciem priedannyje rodnoj ziemle. Iskriennie družim, siły zakalajem, My v trudolubivoj, svobodnoj siemje. Pripiev: Słavjsia, ziemli našiej svietłoje imia, Słavjsia, narodov bratskij sojuz! 𝄆 Naša lubimaja matj-Otčizna, Viečno živi i cvieti, Biełaruś! 𝄇 Vmiestie s bratjami hrabro viekami My zaščiščali rodnoj porog, V bitvah za volu, bitvah za dolu Svoje dobyvali znamia pobied! Pripiev Družba narodov – siła narodov – Naš zavietnyj, sołniečnyj putj. Gordo ž vozviejsia v jasnyje vysi, Znamia pobiednoje – radosti flag! Pripiev |

### Traducción al español
Nosotros somos bielorrusos, gente pacífica,
Nuestro corazón es de nuestra patria,
Mantenemos generosa amistad y aumentamos nuestros poderes
Entre los trabajadores, familia libre.
Estribillo:
Gloria al brillante nombre de nuestra tierra,
¡Gloria a la unión fraternal de nuestras gentes!
Nuestra amada patria,
¡Larga y próspera vida, Bielorrusia!
Juntos como hermanos, con fortaleza, durante siglos
Guardamos nuestros principios nativos,
En luchas por la libertad, en luchas por el destino,
Nosotros hemos estado aumentando nuestro estandartes de victoria.
Estribillo
La amistad de los pueblos es el poder de los pueblos
Es nuestro venerable y soleado camino
Tú asciendes con orgullo, en las brillantes alturas,
¡El estandarte de la victoria, bandera de la alegría!
Estribillo

## Himno de la RSS de Bielorrusia
Para comparar, debajo hay una parte del Himno de la RSS de Bielorrusia.

## Partituras

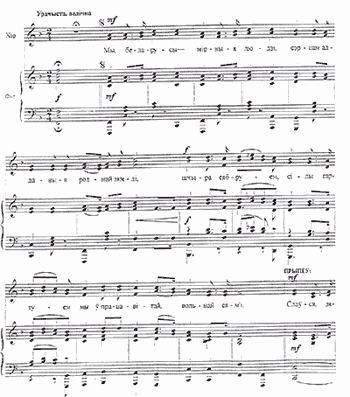
Vocal, página uno
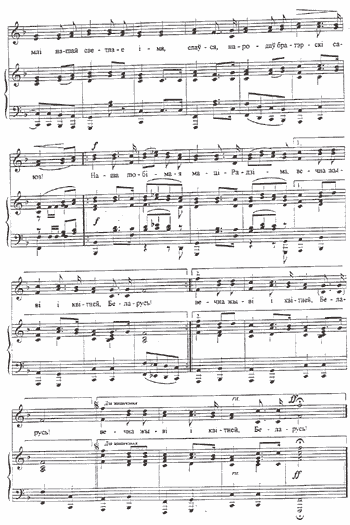
Vocal, página dos
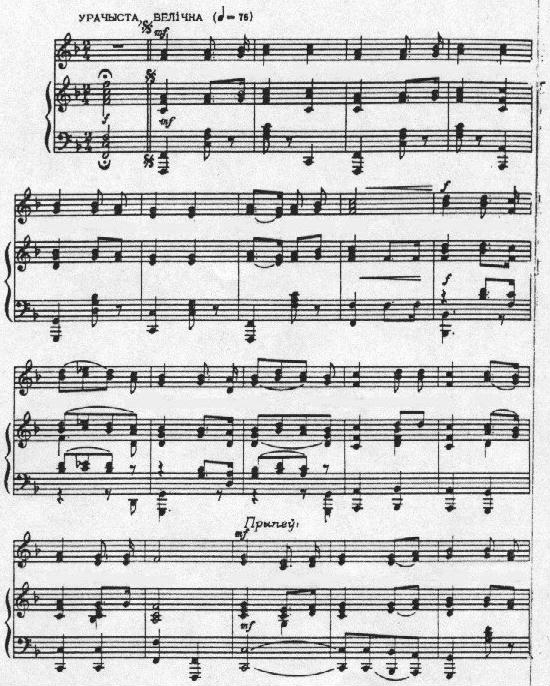
Instrumental, página uno
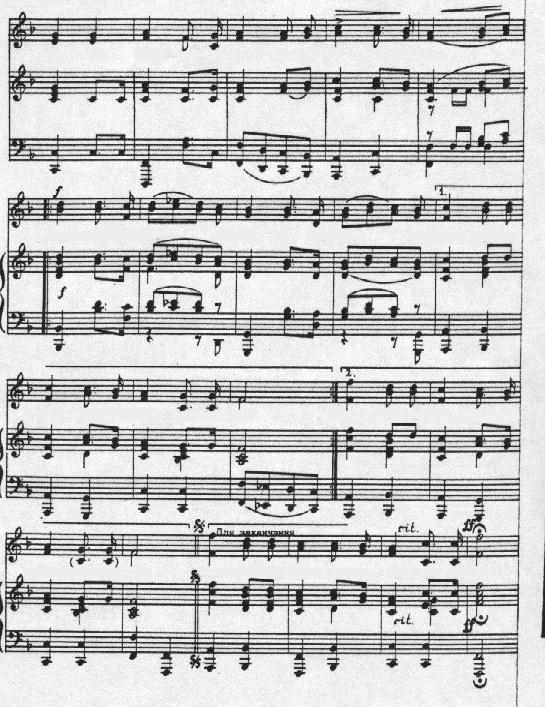
Instrumental, página dos